# Herrschaft Bitsch
Die Herrschaft Bitsch war ein Territorium des Heiligen Römischen Reiches, das von Fischbach bei Dahn im Osten bis an die Saar in der Nähe von Saargemünd im Westen reichte. Die Herrschaft wurde im 10. Jahrhundert durch die Grafen von Metz-Lunéville gegründet, kam in den Besitz der Grafen des Elsasses, gehörte dann zu Lothringen, wurde als Lehen zum Kern der Grafschaft Zweibrücken-Bitsch und schließlich wieder Bestandteil von Lothringen.
Heute gehört der französische Teil des Gebietes zum Département Moselle, der deutsche Teil zu Rheinland-Pfalz und zum Saarland.
Nach der Auflösung der Grafschaft Zweibrücken-Bitsch im Jahre 1606 trug die Herrschaft Bitsch auch häufig den Namen Grafschaft Bitsch (frz. comté de Bitche).

## Geschichte

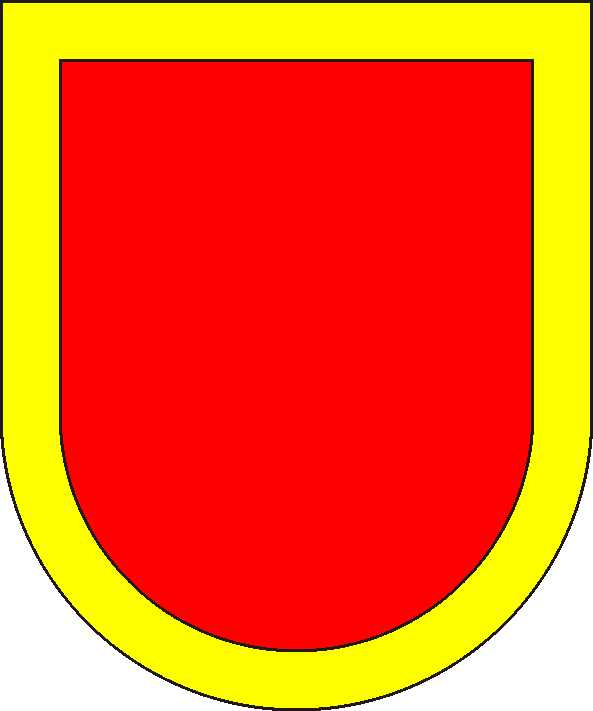
Wappen der Herrschaft Bitsch

Die Herrschaft leitete ihren Namen von der Burg Bitsch ab, die erstmals im Jahre 1098 erwähnt wurde, damals allerdings nicht an der Stelle der heutigen Zitadelle von Bitsch stand, sondern auf dem Schlossberg nördlich von Lemberg in Lothringen.
Der Grundstock für die Herrschaft Bitsch wurde vermutlich bereits im 10. Jahrhundert durch die Grafen von Metz-Lunéville gelegt, die das Gaugrafenamt im Bliesgau innehatten und das Waldgebiet um Bitsch in ihren Besitz brachten. Dieses Gebiet grenzte im Osten an den Speyerer und Elsässer Nordgau, im Westen an die Schwalb, die nahe der Stadt Hornbach in den gleichnamigen Bach mündet, und erstreckte sich nach Norden bis auf Höhe von Hornbach und Pirmasens.
Bis Mitte des 10. Jahrhunderts dehnten die Grafen von Metz-Lunéville die Herrschaft vor allem nach Westen in Richtung Saar aus.

### Besitz der Elsässer Grafen
Mitte des 11. Jahrhunderts befand sich die Herrschaft Bitsch bereits im Besitz der Grafen des Elsasses. Vermutlich wurde sie von Liutgarde von Aachen (* 900), der Witwe des Grafen Adalbert I. von Metz (* ~900; † 944), in ihre zweite Ehe mit Eberhard IV., Graf im Elsässer Nordgau, eingebracht. Die Herrschaft wurde unter den Elsässer Grafen weiter vererbt, bis sie in den Besitz von Graf Adalbert, des Urenkels Eberhards, kam.

### Besitz von Lothringen 1047–1297

Wappen des Herzogtums Lothringen

Im Jahre 1047 wurde Adalbert von Kaiser Heinrich III. zum Herzog von Oberlothringen ernannt. Dadurch wurde die Herrschaft Bitsch mit dem Herzogtum Lothringen vereint. Adalbert starb bereits ein Jahr später, sein Nachfolger wurde sein Bruder Gerhard.
In der Folgezeit bis zum Ende des 13. Jahrhunderts wurde Bitsch mehrfach dem zweitältesten Sohn eines der Herzöge von Lothringen als eigene Herrschaft übergeben und behielt dadurch eine gewisse Selbständigkeit. Allerdings entstand auf diese Weise keine eigenständige Linie des Hauses Lothringen, da die Herren von Bitsch entweder kinderlos starben oder, nachdem ihr älterer Bruder ohne Erben verstorben war, selbst zu  Herzögen von Lothringen wurden.

#### Herren von Bitsch in der Lothringer Zeit
| Regierungszeit | Name                                                              | Status der Herrschaft |
| -------------- | ----------------------------------------------------------------- | --------------------- |
| 1115–1128      | Dietrich von Elsass                                               | eigenständig          |
| 1128–1139      | Simon I. von Lothringen                                           | vereint               |
| 1139–1176      | Matthäus I. von Lothringen                                        | vereint               |
| 1176–1205      | Friedrich von Bitsch                                              | eigenständig          |
| 1205–1213      | Friedrich II. von Lothringen                                      | vereint               |
| 1213–1220      | Theobald I. von Lothringen                                        | vereint               |
| 1220–1238      | Matthäus II. von Lothringen                                       | vereint               |
| 1238–1274      | Reinald; † 1274, Herr von Stenay und Bitsch, Graf von Blieskastel | eigenständig          |
| 1274–1297      | Friedrich III. von Lothringen                                     | vereint               |

Nach dem Tod von Reinald fiel Bitsch an Friedrich III., den regierenden Herzog von Lothringen, zurück.

### Grafschaft Zweibrücken-Bitsch 1297–1570

Wappen der Grafschaft Zweibrücken-Bitsch

Die Grafschaft Zweibrücken-Bitsch entstand am Ende des 13. Jahrhunderts durch eine Erbteilung im Hause Zweibrücken und einen darauf folgenden Gebietstausch mit Herzog Friedrich III. von Lothringen:
Die beiden Brüder Eberhard und Walram waren Erben des linksrheinischen Besitzes des Grafen Heinrich II. von Zweibrücken († 1284). Der rechtsrheinische war bereits im Jahre 1263 an ihren ältesten Bruder Simon gegangen. Die Brüder brauchten fast 50 Jahre (1286–1333), bis sie den ererbten Besitz vollständig unter sich aufgeteilt hatten. Dadurch wurde Eberhard der Gründer der Linie Zweibrücken-Bitsch. Er erhielt vorerst die lothringischen Lehen Mörsberg, Linder und Saargemünd, das Amt Lemberg einschließlich der gleichnamigen Burg sowie Anteile an den Burgen Landeck und Lindelbronn. Das dadurch entstandene Herrschaftsgebiet war nicht zusammenhängend, weshalb Eberhard im Jahre 1297 einen Gebietstausch mit dem Herzog von Lothringen vornahm: Er trat Herzog Friedrich III. seinen Besitz in Mörsberg, Linder und Saargemünd ab und erhielt im Gegenzug die Burg Bitsch „mit Zubehör“ als lothringisches Mannlehen und unter Vorbehalt des Öffnungsrechts. Der genaue Umfang der Herrschaft Bitsch zu dieser Zeit ist nicht bekannt, da im Vertrag von 1297 weder Grenzen noch Ortschaften aufgeführt wurden. Aus anderen Urkunden geht jedoch hervor, dass einige Ortschaften, die innerhalb der Grenzen von 1196 lagen, im Jahre 1295 nicht mehr Bestandteil der Herrschaft Bitsch waren.
Durch den Tausch grenzte das Gebiet Eberhards unmittelbar an sein Amt Lemberg. Ab diesem Zeitpunkt nannte er sich Graf von Zweibrücken und Herr zu Bitsch und verlegte seine Residenz von Marimont nach Bitsch.
Das Gebiet der Grafschaft Zweibrücken-Bitsch bestand hauptsächlich aus der Herrschaft Bitsch, einem Lehen von Lothringen, und dem Amt Lemberg als freiem Besitz der Grafen von Zweibrücken-Bitsch. In der Folgezeit geriet diese Tatsache immer mehr in Vergessenheit und Lemberg wurde als Bestandteil der Herrschaft Bitsch angesehen. Dies führte Ende des 16. Jahrhunderts zum Streit, als der Herzog von Lothringen seine Ansprüche auf die gesamte Grafschaft Zweibrücken-Bitsch als das von ihm vergebene Lehen anmeldete.
Die Grafen von Zweibrücken-Bitsch besaßen die Herrschaft bis ins Jahr 1570, als die männliche Linie mit Jakob von Zweibrücken-Bitsch ausstarb.

### Streit um die Herrschaft Bitsch 1570–1606

Wappen der Grafschaft Hanau-Lichtenberg seit 1606

Nach dem Tod des Grafen Jakob von Zweibrücken-Bitsch begann ein Streit um sein Erbe. Da Jakob keine lebenden Erben hatte, erhoben vier Parteien Anspruch auf die Grafschaft und damit auch auf die Herrschaft Bitsch. Alle vier ersuchten bei Herzog Karl III. von Lothringen um einen Anteil am Lehen der Herrschaft Bitsch:
- Graf Philipp V. von Hanau-Lichtenberg, Ehemann von Jakobs bereits 1569 verstorbenen Tochter Ludovica Margarete beanspruchte als Vertreter seiner fünf Kinder die gesamte Herrschaft.
- Graf Philipp I. von Leiningen-Westerburg war verheiratet mit Amalie, der letzten lebenden Tochter von Jakobs Bruder Simon V. Wecker. Er berief sich auf den Heidelberger Vergleich von 1541, der den Nachlass Simon Weckers geregelt hatte. Damals war Jakob die Herrschaft Bitsch zugesprochen worden, allerdings unter dem Vorbehalt, dass sie an die Töchter Simon Weckers zurückfallen sollte, falls Jakob ohne männliche Leibeserben starb. Daher forderte Philipp I. als Erbanspruch seiner Frau die Hälfte der Herrschaft.
- Elisabeth, die älteste Schwester von Simon V. Wecker und Jakob von Zweibrücken-Bitsch, beanspruchte ein Viertel der Herrschaft. Sie berief sich dabei auf ihren Aussteuervertrag von 1535, der die Teilung des Erbes nach dem Tod ihres Großvaters, des Grafen Reinhard von Zweibrücken-Bitsch, geregelt hatte.
- Agathe, die Tochter von Johanna, der verstorbenen jüngsten Schwester der beiden Grafen von Zweibrücken-Bitsch, forderte ebenfalls ein Viertel der Herrschaft. Auch sie berief sich auf den Aussteuervertrag von 1535.

Karl III. hatte damals noch keine Absicht, die Herrschaft Bitsch wieder mit dem Herzogtum Lothringen zu vereinigen und belehnte alle vier Parteien mit dem von ihnen beanspruchten Anteil, allerdings unter Vorbehalt mit der Klausel „uns und einem jeden seines rechtens vorbehaltlich“. Damit wurden die Lehensrechte an der Herrschaft praktisch doppelt vergeben.
Der Lehensbrief für den protestantischen Grafen Philipp V. enthielt einen Passus, mit dem der streng katholische Lehensgeber Karl III. sicherstellen wollte, dass Philipp die Herrschaft Bitsch auch weiterhin beim katholischen Glauben beließ.
Philipp V. nahm umgehend Besitz von der gesamten Grafschaft Bitsch und begann, den protestantischen Glauben einzuführen. Er berief sich dabei auf sein Recht als souveräner Herrscher eines reichsunmittelbaren Territoriums, gemäß dem Augsburger Religionsfrieden von 1555 die Religionsausübung bestimmen zu dürfen. Die Reichsunmittelbarkeit der Herrschaft Bitsch wurde jedoch von Lothringen bestritten. Aus heutiger Sicht sprechen viele Tatsachen für die Auffassung des Grafen Philipp, denn die Grafen von Zweibrücken-Bitsch hatten seit 1297 stets die Landeshoheit über die Herrschaft Bitsch ausgeübt. Auch aus einer Urkunde von 1442 geht die Reichsunmittelbarkeit hervor: Kaiser Friedrich III. hatte dem Grafen Friedrich von Zweibrücken, Herrn zu Bitsch, das Recht verliehen, einen Wochenmarkt in Bitsch abzuhalten. Hätte der Ort unter lothringischer Landeshoheit gestanden, dann hätte der Kaiser dieses Recht dem Herzog von Lothringen erteilt oder der Herzog dem Grafen Friedrich.
Die Eskalation des Streits mit Lothringen begann im Jahre 1571, als Graf Philipp V. sich weigerte, die Lothringer Landessteuer für die Herrschaft Bitsch zu zahlen. Daraufhin erklärte der Herzog von Lothringen den Grafen „des Lehens verlustig“, da Philipp seine Lehensverpflichtungen verletzt habe.
Im Dezember 1571 zwang Philipp V. den Abt der Abtei Stürzelbronn einen Vertrag abzuschließen, der das Kloster unter die Kontrolle des Grafen brachte und als Einleitung der Säkularisation gelten musste. Ein halbes Jahr später, im Juni 1572, besetzten lothringische Truppen die Herrschaft Bitsch und nahmen auch Burg und Amt Lemberg in Besitz, die nicht Bestandteil des Lehens waren.
Graf Philipp floh aus Bitsch und verklagte den Herzog von Lothringen wegen Landfriedensbruch vor dem Reichskammergericht. Erst im Jahre 1604 konnte Philipps Sohn Reinhard einen Vergleich mit Lothringen schließen. Hanau-Lichtenberg erhielt Lemberg zurück, die Herrschaft Bitsch verblieb jedoch im Herzogtum Lothringen. Von diesem Zeitpunkt an wurde die Herrschaft immer mehr in das Herzogtum integriert und verlor ihre Eigenständigkeit. Im Oktober 1680 wurde Bitsch mit Frankreich vereinigt.

## Geographische Lage
Anfang des 20. Jahrhunderts befasste sich Carl Pöhlmann mit dem exakten Grenzverlauf der Herrschaft Bitsch. Der Zweibrücker Oberregierungsrat Pöhlmann war Geschichtsforscher und Herausgeber der Westpfälzischen Geschichtsblätter. Er zog insgesamt vier Quellen aus der zweiten Hälfte des 12. Jahrhunderts zu Rate, die mehr oder weniger ausführlich jeweils einen Teil der Grenze beschrieben. In einer dieser Urkunden aus dem Jahre 1196 definierte Friedrich von Bitsch die Grenzen der Herrschaft.
Die folgende Karte zeigt den von Pöhlmann beschriebenen Verlauf der Grenze der Herrschaft Bitsch.

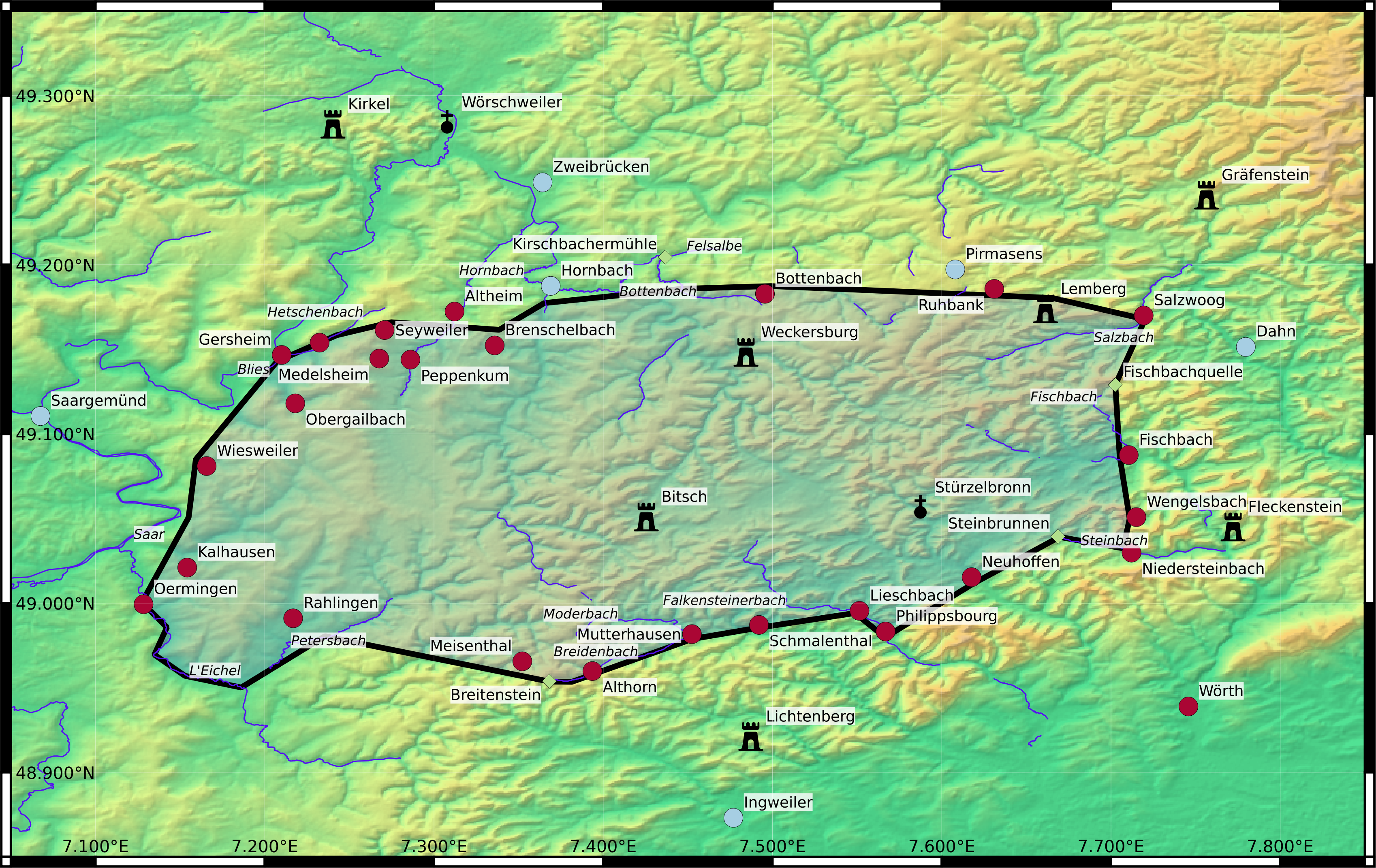
Karte der Herrschaft Bitsch Ende des 12. Jahrhunderts

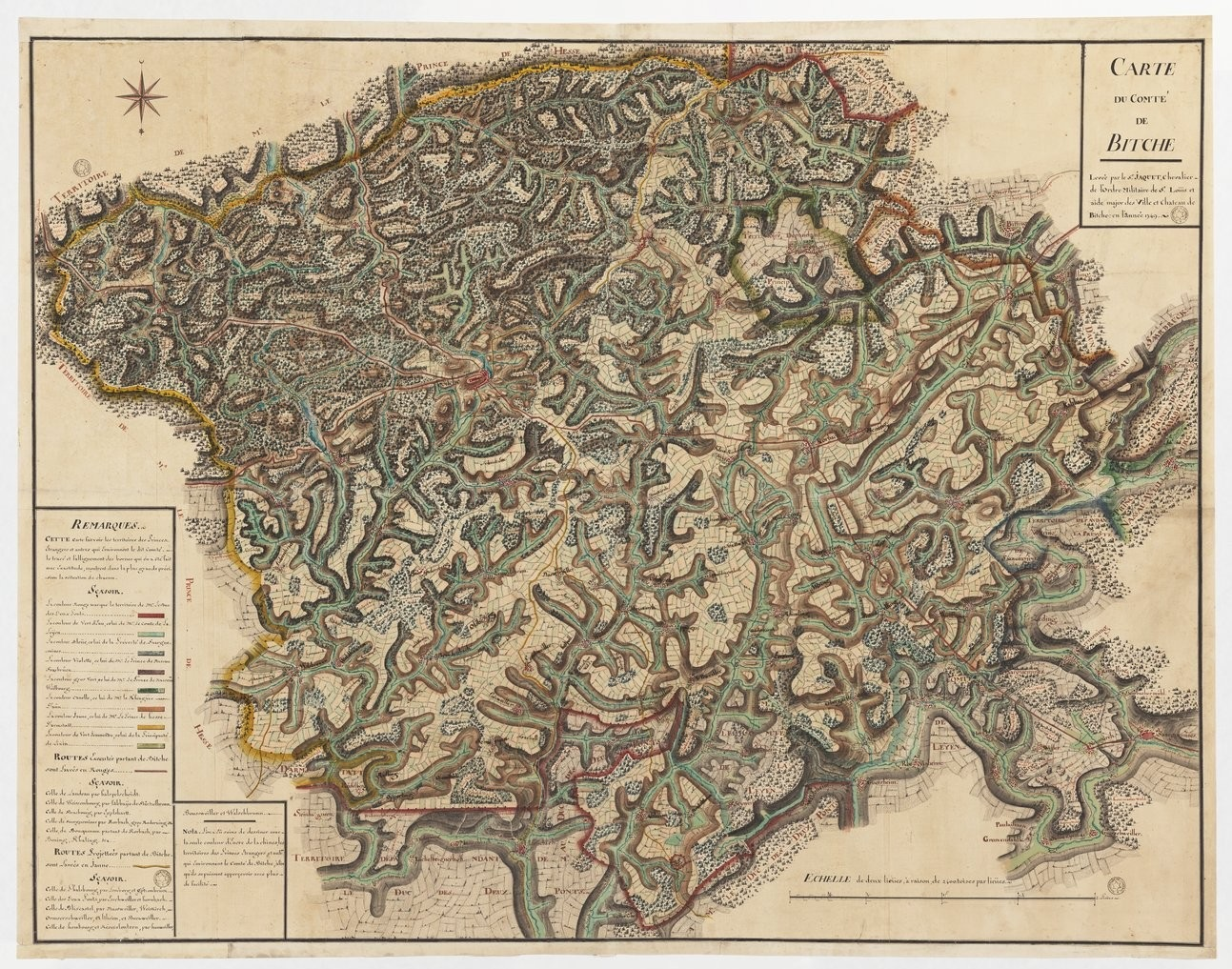
Karte der „Grafschaft Bitsch“ Mitte des 18. Jahrhunderts. Süden ist oben